# کوستانیتن تروخانوف
کوستانیتن تروخانوف (اوکراینی: Костянтин Валерійович Труханов (Альошкін)؛ زادهٔ ۳ ژانویهٔ ۱۹۷۶) بازیکن فوتبال اهل اوکراین است.